# 3r NHK Kōhaku Uta Gassen
El 3r NHK Kōhaku Uta Gassen (第3回NHK紅白歌合戦, en català: 3a Batalla de Cançons de Roigs i Blancs) fou celebrat el 2 de gener de 1953 a Chiyoda, Tòquio i emés en directe per la Ràdio 1 de la Corporació Emissora del Japó (NHK). L'emissió va durar noranta minuts, des de les 19:30 fins a les 21:00 hores. Els triomfadors del concurs van ser, per tercera vegada consecutiva, l'equip blanc o shiro-gumi, format pels artistes masculins.
L'any 1953 és l'únic en tota la història del concurs on hi han hagut dues edicions d'aquest, una en gener i l'altra en desembre, que és la quarta. També fou l'últim any en celebrar-se al gener de l'any entrant com un concert d'any nou.

## Presentadors
- Seijun Shimura — Moderador del concurs i presentador de l'NHK

- Suga Honda — Presentadora de l'NHK i padrina de l'equip roig.
- Teru Miyata — Presentador de l'NHK i padrí de l'equip blanc.

## Cançons participants
| Equip roig | Equip roig | Equip roig       | Equip roig | Equip roig             | Equip blanc | Equip blanc | Equip blanc      | Equip blanc | Equip blanc                  |
|            | No         | Artista          | #          | Cançó                  |             | No          | Artista          | #           | Cançó                        |
| ---------- | ---------- | ---------------- | ---------- | ---------------------- | ----------- | ----------- | ---------------- | ----------- | ---------------------------- |
|            | 1          | Teruko Akatsuki  | 3a         | "Tokyo Sunshine Boy"   |             | 2           | Hisao Itō        | 2a          | "Orochon no Hi Matsuri"      |
|            | 3          | Keiko Arai       | 1a         | "Poka Pika Paka"       |             | 4           | Toshirō Ōmi      | 2a          | "Yu no Machi Tsukiyo"        |
|            | 5          | Mariko Ike       | 2a         | "Gion Boogie"          |             | 6           | Atsuo Okamoto    | 2a          | "Seishūn no Fantasia"        |
|            | 7          | Nobuko Otowa     | 1a         | "Hatsukoi Tsubaki"     |             | 8           | Noboru Kirishima | 2a          | "Tsuki ga Deta Deta"         |
|            | 9          | Shizuko Kasagi   | 2a         | "Home Run Boogie"      |             | 10          | Hideo Kō         | 1a          | "Romance"                    |
|            | 11         | Akiko Kikuchi    | 2a         | "Haha no Hitomi"       |             | 12          | Itsurō Takeyama  | 2a          | "Kokoro no Tabiji"           |
|            | 13         | Asami Kuji       | 1a         | "Button to Ribbon"     |             | 14          | Ken Tsumura      | 2a          | "Tokyo no Tsubaki"           |
|            | 15         | Yumeji Tsukioka  | 1a         | "Shinsetsu"            |             | 16          | Rokurō Tsuruta   | 3a          | "Nagasaki no Seirei Matsuri" |
|            | 17         | Mistue Nara      | 1a         | "Shirakaba no Yado"    |             | 18          | Dick Mine        | 1a          | "Kiss of Fire"               |
|            | 19         | Aiko Hirano      | 2a         | "Koi Hito Tabi"        |             | 20          | Katsuhiko Haida  | 1a          | "Yakyū Kozō"                 |
|            | 21         | Akiko Futaba     | 3a         | "Padam Padam"          |             | 22          | Isao Hayashi     | 3a          | "Dina Blues"                 |
|            | 23         | Utako Matsushima | 2a         | "Marronnier no Kokage" |             | 24          | Ichirō Fujiyama  | 3a          | "Tokyo Rapsody"              |